# 辽东学院
辽东学院是一所位于中华人民共和国辽宁省丹东市的省属公办全日制普通本科高校。該校由辽宁省人民政府舉辦，并实行辽宁省人民政府与丹东市人民政府共建，丹东市主管的管理体制。

## 校史
1949年，安东省立安东师范学校创建，后更名为丹东师范学校。1978年，丹东师范学校升格为丹东师范专科学校。1990年，丹东市教育学院并入丹东师范专科学校。1993年，丹东师范专科学校更名为丹东师范高等专科学校。1958年，丹东丝绸工业学校创建。1979年，辽宁广播电视大学（丹东分校）创建。1983年，丹东大学（专科）创建。1990年，丹东大学（专科）、丹东丝绸工业学校、辽宁广播电视大学（丹东分校）合并为丹东纺织工业专科学校。1993年丹东纺织工业专科学校更名为丹东纺织高等专科学校。
1958年，安东医学专科学校成立。1962年，更名为丹东市卫生学校。1984年丹东市卫生学校改为大连医学院（丹东分院）。1994年大连医学院（丹东分院）更名大连医科大学（丹东分校）。2000年，由丹东师范高等专科学校、丹东纺织高等专科学校、大连医科大学（丹东分校）合并为丹东职业技术学院。1987年，辽宁财政专科学校创建。1994年，更名为辽宁财政高等专科学校。
2003年4月16日，中华人民共和国教育部同意辽宁财政高等专科学校及丹东职业技术学院合并组建为本科层次的辽东学院。

## 学院设置[2]
- 经济学院
- 管理学院
- 外国语学院
- 纺织服装学院
- 农学院
- 信息工程学院
- 化工与机械学院
- 土木工程学院
- 艺术学院
- 人文与教育学院
- 医学院
- 理学院
- 旅游与文化学院
- 大学外语教研部
- 民族职业技术学院
- 国际教育学院
- 继续教育学院
- 创新创业教育学院
- 马克思主义学院
- 大学体育教研部